# Silnice II/478
Silnice II/478 je silnice II. třídy, která vede z Klimkovic do Šenova. Je dlouhá 24,2 km. Prochází jedním krajem a jedním okresem.

## Vedení silnice

### Moravskoslezský kraj, okres Ostrava-město
- Klimkovice (křiž. II/647)
- Polanka nad Odrou (křiž. III/4785)
- Stará Bělá (křiž. III/4787)
- Nová Bělá (křiž. I/58, III/47811)
- Hrabová (křiž. D56, I/56, II/477, III/4705, peáž s II/477)
- Vratimov (křiž. II/477, peáž s II/477)
- Horní Datyně (křiž. III/47310)
- Šenov (křiž. I/11, II/473, III/4703, III/4701)